# Catostomidae
Los catostómidos (Catostomidae) son una familia de peces de agua dulce de la orden de los cipriniformes.

## Descripción
La mayoría de sus especies no superan los 60 cm de longitud, pero las especies más grandes pueden medir 1 m. Su boca está situada debajo de la cabeza, con labios delgados y carnosos. Se distinguen otras familias cercanas gracias a un hueso largo faríngeo a las fauces, el cual contiene una simple hilera de dientes. Comen detritos, crustáceos, gusanos, insectos de la superficie.

## Distribución geográfica
Viven en América del Norte, el centro este de China y el este de Siberia.

## Géneros
Familia Catostomidae
- Subfamilia Catostominae
  - Género Catostomus
  - Género Chasmistes
  - Género Deltistes
  - Género Xyrauchen
  - Género Erimyzon
  - Género Minytrema
  - Género Hypentelium
  - Género Thoburnia
  - Género Moxostoma
- Subfamilia Cycleptinae
  - Género Cycleptus
- Subfamilia Ictiobinae
  - Género †Amyzon
  - Género Carpiodes
  - Género Ictiobus
- Subfamilia Myxocyprininae
  - Género Myxocyprinus

- Datos: Q826807
- Multimedia: Catostomidae / Q826807
- Especies: Catostomidae